# 横須賀市立大塚台小学校
横須賀市立大塚台小学校（よこすかしりつ おおつかだいしょうがっこう）は、神奈川県横須賀市池田町三丁目にある公立小学校。
元々この小学校の大グラウンドと呼ばれる所には大塚台中学校ができる予定だった。

## 沿革
- 2003年（平成15年）4月 - 開校。
- 2014年（平成26年）1月 - 同校のヒメシャラが景観重要樹木に指定される[1]。

## 通学区域
2014年度は以下の通りである。
- 池田町3丁目（9番2号～14号を除く）、4丁目
- 吉井1丁目（10番～14番を除く）、2丁目
- 舟倉2丁目

また、以下の地域は他校の通学区域であるが、通うことができる。
- 池田町2丁目、3丁目（9番2号～14号）
- 吉井1丁目10～14番、吉井3丁目、4丁目

## 進学先中学校
- 横須賀市立大津中学校 - 池田町4丁目
- 横須賀市立浦賀中学校 - 池田町3丁目（9番2号～14号を除く）、吉井1丁目の内10番～14番、2丁目（1番～4番、7番、8番を除く）
- 横須賀市立久里浜中学校 - 吉井1丁目（10番～14番を除く）、2丁目の内1番～4番、7番、8番、舟倉2丁目

また、公立学校選択制により、以下の学校を選択できる。
- 大津中学校が通学区域の地域
  - 横須賀市立馬堀中学校
  - 横須賀市立鴨居中学校
  - 横須賀市立公郷中学校
  - 横須賀市立久里浜中学校

- 浦賀中学校が通学区域の地域
  - 横須賀市立大津中学校
  - 横須賀市立馬堀中学校
  - 横須賀市立鴨居中学校
  - 横須賀市立久里浜中学校
  - 横須賀市立神明中学校

- 久里浜中学校が通学区域の地域
  - 横須賀市立岩戸中学校
  - 横須賀市立神明中学校
  - 横須賀市立野比中学校
  - 横須賀市立北下浦中学校
  - 横須賀市立長沢中学校
  - 横須賀市立公郷中学校
  - 横須賀市立大矢部中学校
  - 横須賀市立大津中学校

## 交通
- 京浜急行バス山手南バス停より徒歩5分